# Valentine Blomfield
Valentine Blomfield, CB, DSO (* 29. März 1898; † 11. Januar 1980) war ein britischer Offizier und zuletzt Generalmajor der British Army, der unter anderem von 1950 bis 1953 Kommandeur der 42. Infanteriedivision (42nd (East Lancashire) Infantry Division) war.

## Leben

### Offiziersausbildung, Erster und Zweiter Weltkrieg
Valentine Blomfield, Sohn von Frederick Charles Blomfield (1865–1931) und Muriel Granville (1869–1947), absolvierte nach dem Schulbesuch eine Offiziersausbildung am Royal Military College Sandhurst und wurde nach dem Abschluss am 7. April 1916 als Second Lieutenant ins Grenzregiment (The Border Regiment) übernommen. Er nahm am Ersten Weltkrieg teil und nach seiner Versetzung nach Britisch-Indien zwischen 1919 und 1920 an Kämpfen in Wasiristan. In den folgenden Jahren fand er zahlreiche Verwendungen als Offizier und Stabsoffizier.
Zu Beginn des Zweiten Weltkrieges wurde Blomfield am 21. Juli 1940 zum kommissarischen Oberstleutnant (Acting Lieutenant-Colonel) ernannt und war daraufhin vom 21. Juli 1940 bis zum 16. Juni 1941 Erster Generalstabsoffizier (General Staff Officer 1), wobei er am 21. Oktober 1940 auch den befristeten Rang als Temporary Lieutenant-Colonel erhielt. Nach anderen Verwendungen wurde ihm am 16. März 1942 der lokale Dienstgrad eines Brigadegenerals (Local Brigadier) verliehen, woraufhin er ins Kriegsministerium versetzt wurde und war dort vom 1. April 1942 bis zum 23. Dezember 1943 stellvertretender Direktor für Stabsdienste (Deputy Director of Staff Duties, War Office). In dieser Funktion wurde er zugleich am 1. April 1942 in die kommissarischen Dienstgrade als Acting Colonel und Acting Brigadier sowie am 1. Oktober 1942 in die zeitlich befristeten Ränge als Temporary Colonel und Temporary Brigadier ernannt, wobei ihm zugleich der kriegsdienstbezogene Dienstgrad als War Substantive Lieutenant-Colonel verliehen wurde. Im weiteren Kriegsverlauf wurde er am 24. Dezember 1943 Kommandeur der in Nordwesteuropa eingesetzten 71. Infanteriedivision (71st Infantry Brigade) und verblieb auf diesem Posten, bis er am 21. September 1944 eine Verwundung erlitt. Für seine Verdienste wurde er 1944 Companion des Distinguished Service Order (DSO) und in den kriegsdienstbezogene Dienstgrad als War Substantive Lieutenant-Colonel zurückversetzt. Nach seiner Genesung erhielt er gegen Kriegsende am 18. April 1945 wieder den Rang als Temporary Brigadier und wurde daraufhin im Kriegsministerium zunächst stellvertretender Direktor für Kriegsgefangene (Deputy Director of Prisoners of War).

### Nachkriegszeit und Aufstieg zum Generalmajor
Nach Kriegsende wurde Valentine Blomfield am 31. Juli 1945 zum Colonel befördert und erhielt am darauf folgenden 1. August 1945 den lokalen Rang eines Local Major-General. Er war daraufhin zwischen 1945 und 1947 als Director of Prisoner of War Direktor für Kriegsgefangene im Kriegsministerium, wobei er in dieser Zeit zum Brigadier befördert wurde und den kommissarischen Rang eines Acting Major-General erhielt. Im September 1947 übernahm er daraufhin den Posten als Direktor für Personal im Kriegsministerium (Director of Personnel, War Office) und bekleidete dieses Amt bis Juni 1950. Für seine Verdienste wurde er 1947 zum Companion des Orders of the Bath (CB) ernannt und erhielt zudem am 1. November 1947 den zeitlich befristeten Rang eines Temporary Major-General. Am 6. Juni 1948 wurde er schließlich zum Major-General befördert, wobei diese Beförderung auf den 23. April 1946 zurückdatiert wurde.
Nachdem sich Blomfield zwischen dem 1. Juni und dem 15. Oktober 1950 zur besonderen Verfügung befand, übernahm er am 16. Oktober 1950 von Generalmajor Vyvyan Evelegh den Posten als Kommandeur der 42. Infanteriedivision (42nd (East Lancashire) Infantry Division) und hatte dieses Kommando bis zum 14. Dezember 1953 inne, woraufhin Generalmajor William Henry Stratton ihn ablöste. Als Kommandeur der 42. Infanteriedivision war er in Personalunion zwischen Oktober 1950 und Dezember 1953 auch Kommandeur des Militärbezirks Nordwest (District Officer Commanding North Western District). Am 11. Januar 1954 schied er aus dem aktiven Militärdienst aus und trat in den Ruhestand. Er übernahm zudem am 3. Juni 1952 von Generalmajor Philip James Shears das Ehrenamt als Colonel of The Border Regiment und war der letzte Inhaber dieser Funktion, ehe er im Anschluss vom 1. Oktober 1959 bis zu seiner Ablösung durch Generalleutnant Richard Anderson am 31. Mai 1961 erster Inhaber des Ehrenamtes als Colonel of The King’s Own Royal Border Regiment war.
Valentine Blomfield heiratete 1925 Gladys Edith Lang (1898–1983), Tochter von Colonel Arthur Moffat Lang, CB, (1832–1916) von den Royal Engineers. Aus dieser Ehe ging der liberale Kommunalpolitiker und Historiker David Blomfield (1934–2016) hervor.